# 天佐自能和氣神社
天佐自能和氣神社（あまさしのわけじんじゃ）は、徳島県徳島市不動東町四丁目に鎮座する神社である。

## 歴史
創祀年代は不詳である。『延喜式神名帳』に載る式内社である。元は孝霊天皇の皇子である日子刺肩別尊一座を祀っていた。後にその母である意富夜麻登玖邇阿礼比売命を勧請し、更に神皇産霊尊と高皇産霊尊を配祀したと伝わる。旧村社。

## 祭神
- 神皇産霊尊
- 高皇産霊尊
- 日子刺肩別尊
- 意富夜麻登玖邇阿礼比売命

## 神紋
- 十六菊

## 末社
- 若宮神社、金刀比羅神社、八坂神社等、10社程の末社がある。